# Weltnetz der Satellitentriangulation
Das Weltnetz der Satellitentriangulation ist das erste weltweite Vermessungsnetz, das mit Methoden der Satellitengeodäsie beobachtet und berechnet wurde.
Es entstand 1969–1974 in internationaler Kooperation einiger Dutzend Staaten, von der sich lediglich die Sowjetunion und die Volksrepublik China ausschlossen, weshalb das aus 46 Satellitenstationen bestehende Netz im Norden und Osten Asiens eine größere Lücke aufweist. Die Netzgeometrie wurde dadurch zwar ungünstiger, konnte aber durch vermehrte Messungen an den entsprechenden Nahtstellen dennoch fast ideal gestaltet werden.
Das Netz beruht auf einigen tausend fotografisch beobachteten Richtungen zum Ballonsatelliten PAGEOS (anfänglicher Durchmesser ca. 35 m), der 1966 extra für diesen Zweck gestartet wurde. Seine ursprünglich etwa 4.500 km hohe Kreisbahn – ihre ungewöhnliche Flughöhe garantierte die großräumig-simultane Beobachtungsmöglichkeit von den 3.000–6.000 km entfernten Bodenstationen – senkte sich im Laufe der Jahre durch den Widerstand der Hochatmosphäre um mehrere hundert Kilometer ab, was schließlich Mitte der 1970er Jahre zur Zerstörung (Wiedereintritt) des Satelliten führte.
Das Netz und seine politische und technische Planung wurde vom US-schweizerischen Professor Hellmut Schmid (Institut für Geodäsie und Photogrammetrie an der ETH Zürich) initiiert, begleitet und seine Ergebnisse schließlich 1974 in einem weltweiten Geophysik-Journal publiziert.
Für diese bis dahin im Ausmaß neue internationale Kooperation wurden durch 20 Teams unter Schmids Koordination viele tausend fotografische Aufnahmen mit BC-4-Satellitenkameras gemacht, von denen allerdings erwartungsgemäß etwa die Hälfte nicht von zwei bis vier Stationen, sondern nur von einer Station gelangen. Auswertbar im Sinne der Stellartriangulation sind solche Aufnahmen erst, wenn sie von mindestens 2 entsprechend ausgerüsteten Stationen gelingen und nicht von Bewölkung beeinträchtigt werden.
Die Fotoplatten (bzw. Plattenpaare) wurden an Stereokomparatoren mehrerer beteiligter Hochschulen ausgewertet und ergaben letztlich eine durchschnittliche Punktgenauigkeit von ±4 bis 5 m für die beteiligten 45, später 46 Bodenstationen. Die letztgenannte Station befindet sich in Deutschland – woher die nach den USA meiste technische und personelle Unterstützung kam: an einem günstig gelegenen TP des DHDN in Bayern, dem Hohenpeißenberg. Er wurde später auch zum Crossing Point mit einer Basislinie des Europanetzes, die von der Fundamentalstation Lustbühel bei Graz quer durch Österreich, Süddeutschland und Frankreich bis zur südenglischen Station Malvern zieht.
Durch eine Kombinations-Lösung mit dem Dopplersatelliten-Netz von Ivan I. Mueller (USA) konnte das Weltnetz
1. auf eine Genauigkeit von 3 m gesteigert und
2. auf das Geozentrum zentriert werden, sodass es auch
3. für nachfolgende Untersuchungen zur Geoidbestimmung nutzbar wurde,
4. für die Berechnung eines verbesserten mittleren Erdellipsoides,
5. und als früher Beitrag zum Weltsystem des International Terrestrial Reference Frame.